# Диброва, Ольга Александровна
Ольга Александровна Диброва (укр. Ольга Олександрівна Діброва; род. 10 марта 1977, Кривой Рог, Днепропетровская область) — украинский дипломат, чрезвычайный и полномочный посол Украины в Финляндии (19 октября 2020 — 7 апреля 2025). Чрезвычайный и полномочный посол Украины в Исландии по совместительству (15 ноября 2021 — 7 апреля 2025).

## Биография
Родилась 10 марта 1977 года в Кривом Роге. Владеет английским и турецким языками, имеет знания арабским, немецким и французским языками.
В 1999 году окончила отделение востоковедения Киевского национального университета им. Тараса Шевченко, кандидат филологических наук.
В 2000 году окончила институт журналистики Киевского национального университета имени Тараса Шевченко.
До назначения послом, была директором Департамента государственного протокола МИД Украины.
С 19 октября 2020 по 7 апреля 2025 года — чрезвычайный и полномочный посол Украины в Финляндской Республике.
С 15 ноября 2021 по 7 апреля 2025 года — чрезвычайный и полномочный посол Украины в Республике Исландия по совместительству.

## Личная жизнь
Замужем.